# 輻葉鵝掌柴
辐叶鹅掌柴（学名：Schefflera actinophylla），又名幅叶鹅掌柴、鴨腳木、傘樹、章魚樹、鴨掌木、大叶伞、鵝掌材、澳洲鸭脚木等，属于五加科南鹅掌柴属。字如其樹，葉子葉序輪生，成雨傘，又似鴨掌，一輪上約有7至11塊樹葉。是原产于澳洲的常绿乔木。在香港灣仔藝術中心，維多利亞公園，金鐘廊等都有。葉子深綠，易生長，非年年開花。

## 外部參考
- 傘樹，Umbrella tree，又名鴨掌木、章魚樹

## 外部連結
- 鴨腳木 Ya Jiao Mu （页面存档备份，存于） 中藥標本數據庫 (香港浸會大學中醫藥學院) （繁體中文）（英文）

1. ↑  . Germplasm Resources Information Network. United States Department of Agriculture. 2000-06-26  [2013-07-24]. （原始内容存档于2014-07-25）.